# Bandeira da Córsega

Bandeira da Córsega

Bandeira da Córsega usada até 1755

A bandeira da Córsega, foi adotada pelo general da Nação, Pasquale Paoli, em 1755 e foi baseada em uma tradicional bandeira utilizada anteriormente. Ela retrata um mouro usando na cabeça uma bandana branca acima de seus olhos sobre um fundo branco. Anteriormente, a bandana cobria os olhos dele; mas Paoli queria a bandana acima dos olhos para simbolizar a libertação do povo corso.
Foi praticamente banida após 1769, quando Gênova vendeu a ilha para liquidar uma dívida com a França. Foi utilizada como a bandeira oficial quando a Grã-Bretanha ocupou-a em 1793.